# Euroclear
Euroclear è una società belga di servizi finanziari, specializzata nel regolamento delle transazioni in titoli, nonché nella custodia e nel servizio delle attività di tali titoli. È stata fondata nel 1968 come costola di J.P. Morgan & Co. per regolare le transazioni sul mercato delle eurobbligazioni, allora in via di sviluppo.

## Attività
Euroclear regola le transazioni in titoli nazionali e internazionali, comprendenti obbligazioni, azioni, derivati,  fondi d'investimento e ETF. Essa fornisce servizi a istituzioni finanziarie situate in più di 90 Stati.
In aggiunta al suo ruolo di depositaria centrale internazionale di titoli (ICSD), Euroclear agisce inoltre come depositaria centrale di titoli (CSD) belgi, olandesi, finlandesi, francesi, irlandesi, svedesi e britannici. Euroclear è anche proprietaria di EMXCo, il principale fornitore britannico di instradamento degli ordini per i fondi d'investimento. Euroclear è il più grande ICSD del mondo.
Gli investitori al dettaglio possono avere conti diretti nei CSD locali, secondo le leggi, le regole e le procedure locali.

## Guerra russo-ucraina
In un articolo pubblicato su Foreign Affairs e in una successiva intervista, l'economista Benn Steil, membro senior e direttore di economia internazionale presso il Council on Foreign Relations (CFR), e l'analista del CFR Benjamin Della Rocca hanno sostenuto che la Russia potrebbe avere, nelle transazioni eseguite attraverso la Banca Popolare Cinese, e poi probabilmente attraverso le banche statali cinesi come intermediari, depositato 80 miliardi di dollari in Titoli di Stato statunitensi presso Euroclear in vista dell'invasione russa dell'Ucraina del 2022.
Il 1º marzo 2022 il National Settlement Depository (NSD) russo ha bloccato e congelato tutti i titoli detenuti presso Euroclear. Dietro disposizione della Banca centrale della Federazione Russa NSD ha bloccato i pagamenti di emittenti russi a favore di individui ed entità straniere.
Il 18 marzo 2022 Euroclear ha limitato le operazioni del National Settlement Depository, ha smesso di eseguire qualsiasi istruzione per l'esecuzione di operazioni con titoli e denaro, comprese le istruzioni per partecipare a operazioni societarie su titoli esteri.
Euroclear ha anche disabilitato i suoi conti in rubli presso la Banca ING in Russia e la VTB Bank russa, con la conseguenza che ai suoi clienti non è più consentito trasferire rubli e il conto in rubli tra Clearstream ed Euroclear è stato chiuso. Inoltre, Euroclear ha smesso di regolare le transazioni in titoli russi, in adesione alle sanzioni dell'Unione europea.